# لينو
لينو (بالبرتغالية: Dorvalino Alves Maciel‏) (1 يونيو 1977 في البرازيل - ) هو لاعب كرة قدم برازيلي في مركز الظهير. لعب مع نادي أكاديميكا كويمبرا ونادي باهيا ونادي باوك ونادي بورتو ونادي جوفنتودي ونادي ساو باولو ونادي ساو كايتانو ونادي فلومينينسي ونادي فيغورينسي ونادي كورينثيانز ونادي لوندرينا وماريليا أتلتيكو ‏ وإيراتي الرياضي ‏ وGrêmio Esportivo Mauaense ‏.

## وصلات خارجية
- لينو على موقع قاعدة بيانات كرة القدم.إي يو (الإنجليزية)
- لينو على موقع Soccerway.com (الإنجليزية)
- لينو على موقع AS.com (الإسبانية)